# Saint-Denis, Seine-Saint-Denis
Saint-Denis je severno predmestje Pariza in občina v osrednji francoski regiji Île-de-France, podprefektura departmaja Seine-Saint-Denis. Leta 1999 je imelo naselje 85.832 prebivalcev.
Saint-Denis je nekdanje industrijsko predmestje, večino prebivalstva pa tvorijo muslimanski imigranti iz nekdanjih francoskih kolonij.

## Geografija
Občina leži v neposredni bližini Pariza, sestavlja pa jo več četrti: zgodovinski Center, Bel-Air, Cristino Garcia (mala Španija), Pleyel (tovarna klavirjev), Cosmonautes, Allende, Gare, Mutualitê (vzajemnost), Floréal/Saussaie/Courtille, La Porte de Paris.

## Administracija
Saint-Denis je sedež treh kantonov:
- Kanton Saint-Denis-Jug (južni del občine Saint-Denis, občina L'Île-Saint-Denis, del občine Saint-Ouen: 31.615 prebivalcev),
- Kanton Saint-Denis-Severovzhod (severovzhodni del občine Saint-Denis: 47.886 prebivalcev),
- Kanton Saint-Denis-Severovzhod (severozahodni del občine Saint-Denis: 27.159 prebivalcev).

Saint-Denis je prav tako sedež istoimenskega okrožja, v katerega so poleg njegovih vključeni še kantoni Aubervilliers-Vzhod/Zahod, La Courneuve, Épinay-sur-Seine, Pierrefitte-sur-Seine, Saint-Ouen in Stains s 347.250 prebivalci. 

## Zgodovina
Do 3. stoletja je bil Saint-Denis manjša naselbina, imenovana Catolacus ali Catulliacum. Okoli leta 250 je bil prvi pariški škof Sveti Denis po usmrtitvi na vrhu Montmartra pokopan v tem kraju. Kasneje je njegov grob postal svetišče in romarsko središče z opatijo Saint Denis, naselbina pa se je preimenovala v Saint-Denis.
Leta 1793 se je med francosko revolucijo preimenoval v Franciade v smislu zavrnitve vere, v letu 1803 pa mu je bilo pod konzulatom Napoleona Bonaparta zopet povrnjeno njegovo prejšnje ime.
Skozi zgodovino je bil Saint-Denis blizu francoski kraljevi hiši; od Dagoberta I. naprej je bil skoraj vsak francoski kralj pokopan v Baziliki Saint-Denis. Dagobert je dal kapelo sv. Geneviève, zgrajeno na grobu sv. Denisa (ok. 475), predelati v kraljevi samostan in mu podelil več privilegijev: neodvisnost od pariškega škofa, pravico do lastnega trga, bil pa je tudi pokopan na tamkajšnjem pokopališču, tej tradiciji pa je sledila večina njegovih naslednikov. Zaradi teh privilegijev je Saint-Denis v srednjem veku postal zelo pomemben. Semkaj so prihajali trgovci iz cele Evrope. V letu 1125 je opat Suger, kraljevi svetnik, odobril nadaljnje privilegije prebivalcem Saint-Denisa, prav tako pa je začel z izgradnjo bazilike.
Med stoletno vojno je Saint-Denis utrpel hude igube; od 10.000 prebivalcev jih je po vojni ostalo le še 3.000. Med verskimi vojnami 10. novembra 1567 se je v njem odvijala bitka, v kateri so katoličani kljub smrti njihovega poveljnika Anne de Montmorency porazili protestante. V letu 1590 se je mesto predalo francoskemu kralju Henriku IV., ki se je dal kasneje v opatiji sv. Denisa spreobrniti v katoliško vero (1593).
Kralj Ludvik XIV. je v Saint-Denisu postavil več industrijskih objektov: tkalnice, predilnice, barvarne. Njegov naslednik Ludvik XV. Francoski, katerega hči je bila nuna v karmeličanskem samostanu, je slednjemu dodal kapelo, prav tako pa je obnovil tudi ostale zgradbe kraljeve opatije.
Za časa francoske revolucije je bila kraljeva nekropola oplenjena in uničena. Poslednji ostanki so bili odstranjeni iz grobov in nametani skupaj; v času restavracije so bili pokopani v skupno kostnico.
Poslednji kralj, pokopan v Saint-Denisu, je bil Ludvik XVIII. Francoski. Po nastanku Francoske republike je Saint-Denis izgubil zvezo s kraljevo hišo.
1. januarja 1860 je bila s širitvijo mesta Pariza dotedanja občina La Chapelle-Saint-Denis razpuščena in razdeljena med samo mesto Pariz in občine Saint-Denis, Saint-Ouen in Aubervilliers.
V 19. stoletju je Saint-Denis postal močno industrializiran. Promet je bil precej izboljšan: zgrajen je bil Kanal Saint Denis (1824), ki je povezal Kanal Ourcq z reko Seno na nivoju, kjer je bil oblikovan otok Île-Saint-Denis, v letu 1843 je kraj dosegla prva železnica. Ob koncu 19. stoletja je v njem delovalo 80 tovarn. Njihova prisotnost je povzročila rast pomembnega družbenega gibanja. V letu 1892 je Saint-Denis izvolil prvo socialistično administracijo, do leta 1920 pa si je dodelil vzdevek "la ville rouge" (rdeče mesto). Tako so vse do 1934 bili vsi njegovi župani člani Komunistične partije.
Po kapitulaciji Francije v drugi svetovni vojni je 13. junija 1940 Saint-Denis okupirala nemška vojska. Po začetku vstaje 18. avgusta 1944 so dober teden kasneje, 27. avgusta, mesto osvobodile francoske čete pod poveljstvom generala Leclerca.
V 70ih in 80ih letih 20. stoletja je Saint-Denis, tedaj odvisen od težke industrije, doletela huda ekonomska kriza. V 90ih letih je Saint-Denis z izgradnjo stadiona Stade de France skupaj z okoliškimi infrastrukturnimi izboljšavami (podaljšanje metroja do univerze Saint Denis-Université) ponovno dobil močan zagon. 
V letu 2003 je skupaj s Parizom gostil drugi Evropski socialni forum.

## Pobratena mesta
- Córdoba (Španija),
- Gera (Nemčija),
- North Lanarkshire (Združeno kraljestvo),
- Porto Alegre (Brazilija),
- Sesto San Giovanni (Italija),
- Tuzla (Bosna in Hercegovina).